# Tetracona pictalis
Tetracona pictalis is een vlinder uit de familie van de grasmotten (Crambidae). De wetenschappelijke naam van de soort is voor het eerst gepubliceerd in 1896 door William Warren.
De spanwijdte bedraagt ongeveer 32 millimeter.
De soort komt voor in de regenwouden van Queensland in Australië.